# جون سبنسر (لاعب كرة قدم)
جون سبنسر (بالإنجليزية: John Spencer)‏ (1 يناير 1898 في المملكة المتحدة - ) هو لاعب كرة قدم بريطاني (وحمل سابقاً جنسية المملكة المتحدة لبريطانيا العظمى وأيرلندا) في مركز الهجوم. لعب مع ستوك سيتي ونادي هارتلبول يونايتد وكروك تاون ‏ وSouth Bank F.C. ‏.